# 臼谷駅

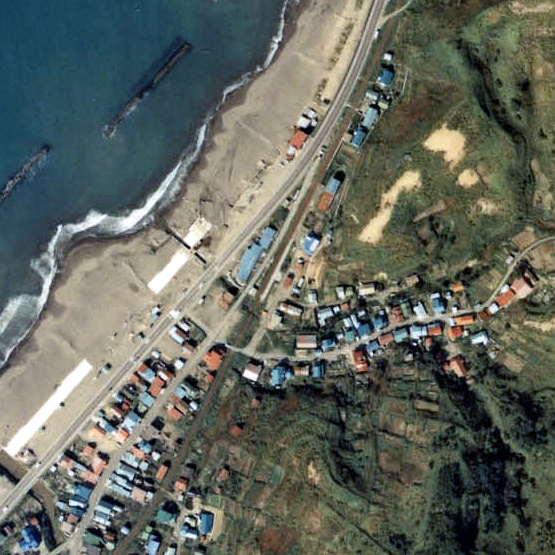
1977年の臼谷駅と周囲約500m範囲。上が羽幌方面。長い簡易型風ホームにかつての仮乗降場の面影を残しているが、ホーム階段前に一般的な木造駅舎を有していた。この時点では既に無人駅になっている。臼谷海水浴場の最寄り駅で、シーズン時には賑わっていた。

臼谷駅（うすやえき）は、北海道（留萌管内）留萌郡小平町字臼谷にかつて設置されていた、日本国有鉄道（国鉄）羽幌線の駅（廃駅）である。電報略号はウヤ。事務管理コードは▲121602。
一部の普通列車は通過した（1986年（昭和61年）11月1日改定の時刻（廃止時の時刻表）で下り1本、上り2本（うち上下1本は急行「はぼろ」後継の主要駅停車列車））。

## 歴史
- 1947年（昭和22年）12月25日 - 運輸省羽幌線の臼谷仮乗降場（局設定）として開業[1]。
- 1949年（昭和24年）6月1日 - 公共企業体である日本国有鉄道に移管。
- 1950年（昭和25年）1月15日 - 駅に昇格、臼谷駅となる。旅客・荷物を取扱い[4]。
- 1964年（昭和39年）4月1日 - 業務委託化。
- 1972年（昭和47年）2月8日 - 荷物取扱い廃止[5]。同時に無人化[6]。
- 1987年（昭和62年）3月30日 - 羽幌線の全線廃止に伴い、廃駅となる[1]。

### 駅名の由来
地名より。地名は、アイヌ語の「ウㇱヤ（us-ya）」（入江・岸）に由来する。駅名は当初から「うすや」であるが、かつては「うしや」とも読まれ、「牛屋」とも書かれた。

## 駅構造
廃止時点で、単式ホーム1面1線を有する地上駅であった。ホームは、線路の東側（幌延方面に向かって右手側）に存在した。
無人駅となっていたが、有人駅時代の駅舎が残っていた。駅舎は構内の東側に位置し、ホームに接していた。海水浴シーズンには駅員が派遣された。

## 利用状況
- 1981年度（昭和56年度）の1日乗降客数は約60人[8]。

## 駅周辺
- 国道232号（天売国道/日本海オロロンライン）
- 臼谷海水浴場 - 駅前に存在する[8]。海水浴シーズンには急行「はぼろ」や臨時急行「天売」も停車していた。
- 小平町立臼谷小学校
- 臼谷簡易郵便局
- 沿岸バス「臼谷」停留所

## 駅跡

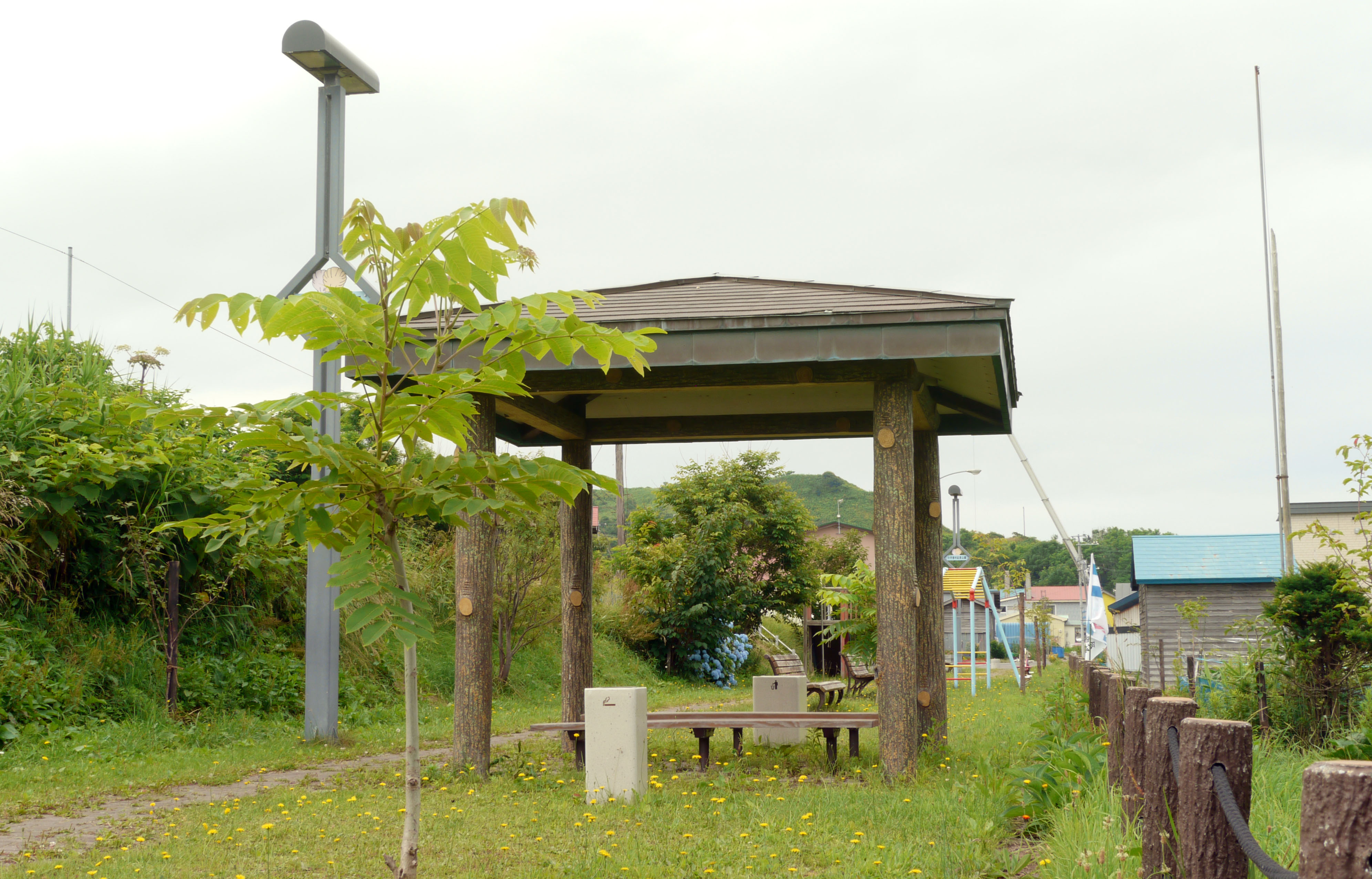
臼谷駅跡（2011年7月26日）

旧駅構内は「小平蘂村記念公園」として整備されている。

## 隣の駅
日本国有鉄道
羽幌線
三泊駅 - 臼谷駅 - 小平駅